# Lycée Claude-Lebois
Le lycée Claude-Lebois est un établissement public situé à Saint-Chamond dans la Loire, regroupant un lycée général et technologique et un lycée professionnel. Il a été créé, sous sa forme première, par Claude Lebois en 1879, puis sous sa forme moderne, en 1961.

## Histoire

### L'École pratique d'industrie (1879)

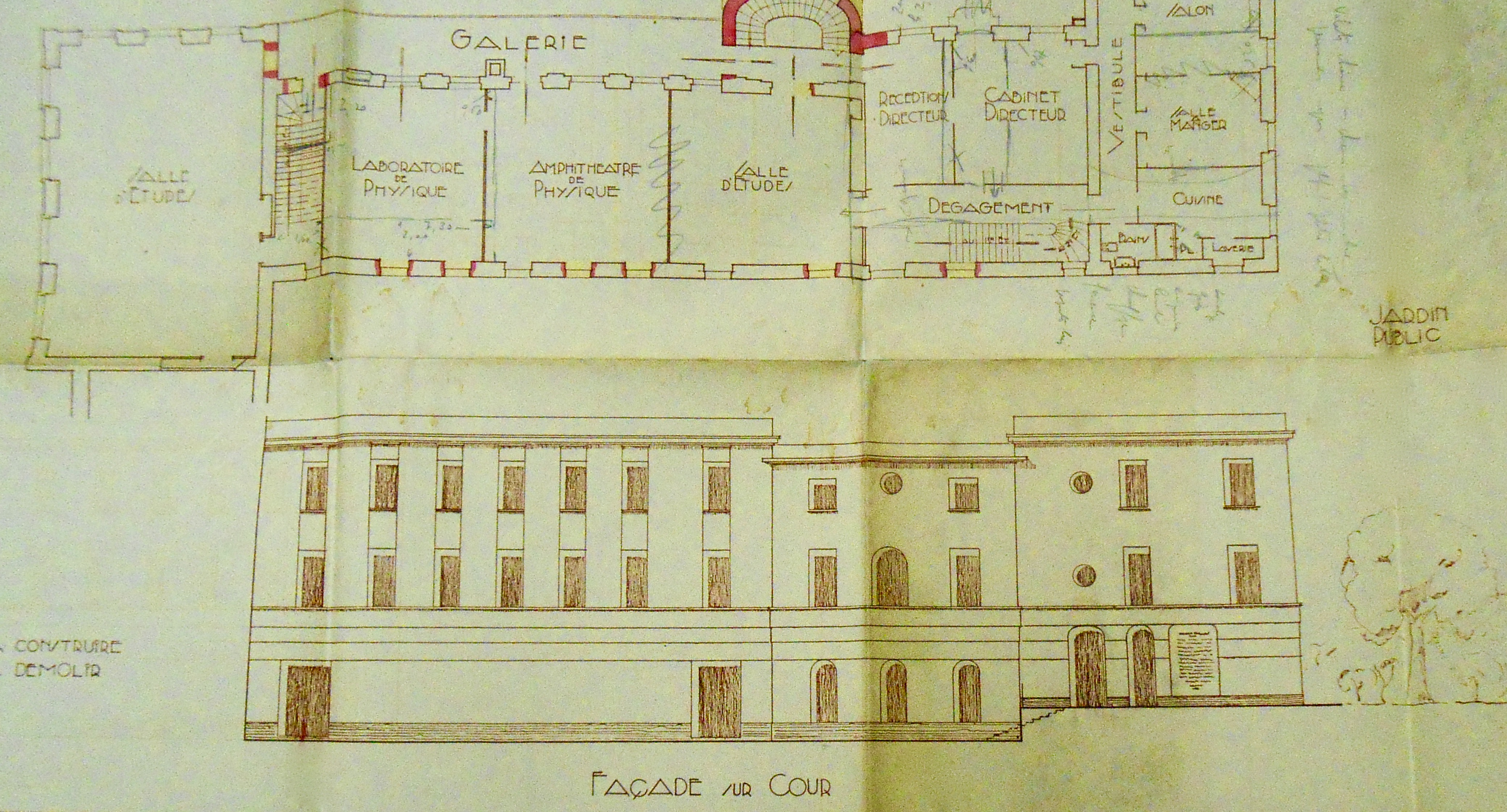
Plan de l'École pratique d'industrie, cour de la mairie à Saint-Chamond, 1929.

Le lycée Claude-Lebois est né en 1879 sous la forme d'une école professionnelle créée à la demande de la mairie de Saint-Chamond. Celle-ci est soucieuse de préparer des employés d'administrations ainsi que des ouvriers qualifiés pour les nombreux établissements industriels de la ville.
C'est un professeur de sciences passionné par les techniques, Claude Lebois (1845-1919), alors professeur à l'École normale de Grenoble, qui répond à la requête municipale.
Les premiers locaux de cette école sont situés dans l'ancien couvent des Minimes (1622-1792), devenu collège des Maristes, récupéré par la mairie républicaine en 1878. Claude Lebois s'y installe le 3 novembre 1879 avec trois professeurs. Vingt ans plus tard, l'école compte 97 élèves. L'établissement adopte le nom d'École pratique d'industrie en 1894.
Pendant quatre-vingt-deux ans, l'École partage ses locaux avec l'Hôtel de Ville établi, lui aussi en 1879, dans l'ancien édifice des religieux saint-chamonais.
En 1943, l'École pratique d'industrie se transforme en collège technique. Parallèlement, l'École Primaire supérieure, jumelée avec l'École pratique en 1931, devient Collège moderne. Ce dispositif s'agrandit avec la création d'un centre d'apprentissage en 1949, qui prépare au C.A.P. en trois ans.

### Le lycée (1960-1961)

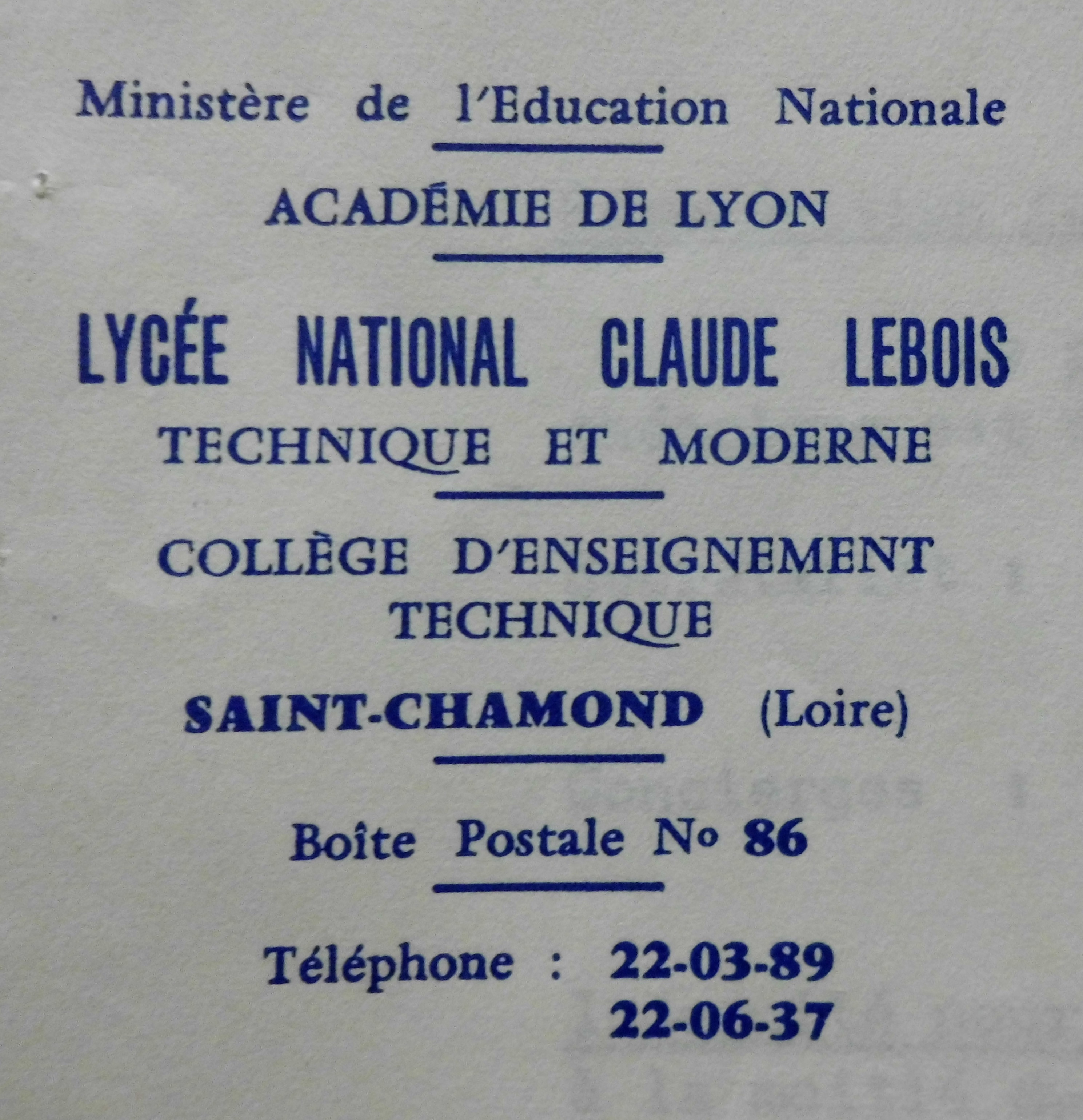
Lycée national Claude Lebois, entête pour papier, années 1960.

En 1960, un décret transforme ces trois établissements :
- le collège moderne devient Lycée moderne,
- le collège technique devient Lycée technique,
- le centre d'apprentissage devient Collège d'enseignement technique (C.E.T.).

L'installation du lycée dans les nouveaux locaux du boulevard Alamagny, à côté de la place de la Valette, sur le territoire de l'ancienne commune de Saint-Martin-en-Coailleux, s'effectue à la rentrée 1961.
En 1977, le lycée perd son premier cycle et devient un établissement de second cycle et d’enseignement supérieur préparant au BTS.

## Effectifs

### Élèves

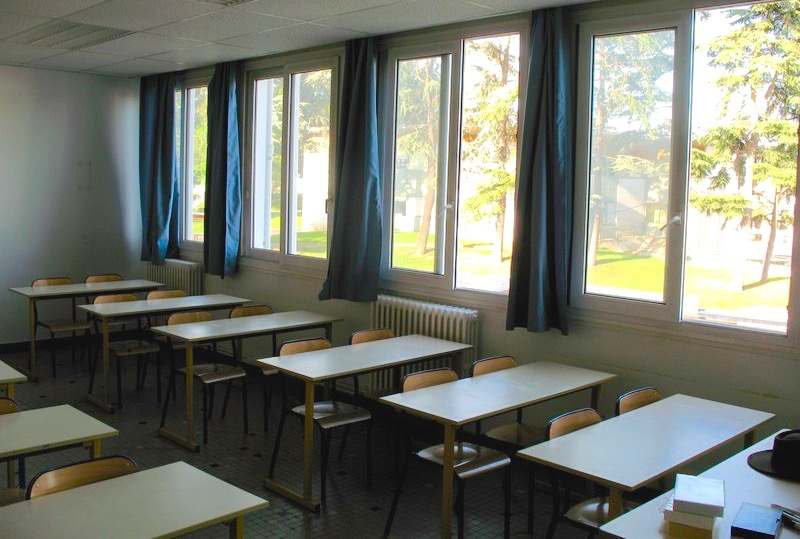
Salle de classe.

À la rentrée 2018, le lycée Claude Lebois compte 1 305 élèves, dont 945 en enseignement général et technologique, 273 en lycée professionnel, 60 en BTS et 27 en apprentissage.

### Personnels
Le lycée compte :
- 131 professeurs ;
- 53 personnels de direction, surveillance, administratifs, d'intendance, techniques et d'entretien.

Dix-huit disciplines sont couvertes par les professeurs du lycée polyvalent, et quatorze par les professeurs du lycée professionnel.

## Enseignement
Les élèves et personnels sont accueillis dans un cadre attrayant sur une superficie de 6,5 hectares au milieu d'espaces verts (1,5 ha). Le lycée compte un internat.

### Formations générales
Le lycée Claude-Lebois propose des formations en lycée général et polyvalent et six filières de bac (Premières et Terminales): ES, L, S et SI (science de l'ingénieur), STI2D (ITEC ou SIN), STMG).
Deux filières de B.T.S. sont assurées : C.R.C.I. (Conception et réalisation en chaudronnerie industrielle) et T.P.L. (Transport et prestations logistiques).

### Formations professionnelles

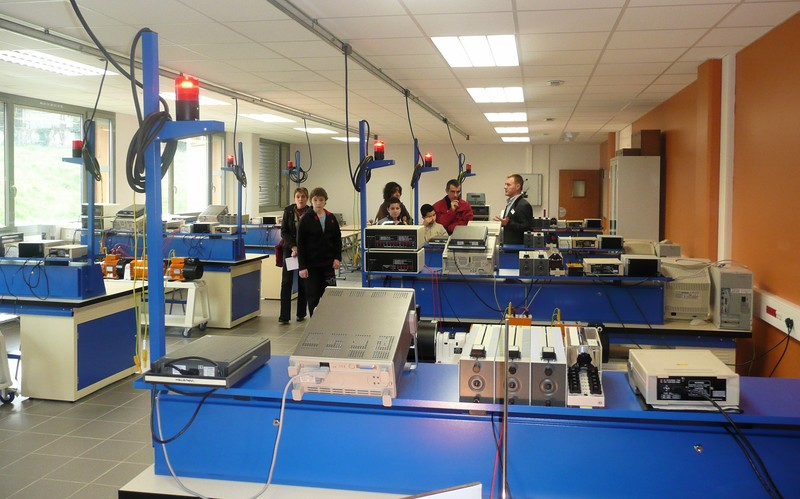
Salle d'électro-technique

Le lycée Claude-Lebois offre aussi cinq filières de bacs professionnels :
- Conducteur transport routier marchandises.
- Transport.
- Logistique.
- Technicien en chaudronnerie industrielle.
- Technicien d'usinage.

## Association lycéennes
Le lycée compte diverses associations lycéennes dont voici la liste non exhaustive.

### Repères 42:La tribune libre du lycée Claude Lebois
Il s'agit du journal du lycée, possédant un site web sur lequel figure sa description :
- «L’utilité première de ce journal réside dans le fait qu’il permet non-seulement une meilleure diffusion des informations au sein de la cité scolaire mais aussi une promotion des événements y ayant lieu».

La création de Repère est une idée originale d’Adrien Moreno. Au début, il ne devait s’agir que de publications ponctuelles dans la rubrique actualités du site web de la cité scolaire. C’est sous l’impulsion de la documentaliste Alexandra Salavert que le projet s’est vraiment concrétisé et que l’idée d’une édition papier (en parallèle avec l’édition numérique) a été retenue."
Liens vers le site web : www.reperes42.wixsite.com/accueil.
Le journal a été créé en janvier 2017 et arrêté à la fin de l'année scolaire, lors du départ du rédacteur en chef.
Il a été repris l'année suivante sous le nom de Claude Le Boa (deux exemplaires) avant de disparaitre définitivement.

## Classement du lycée

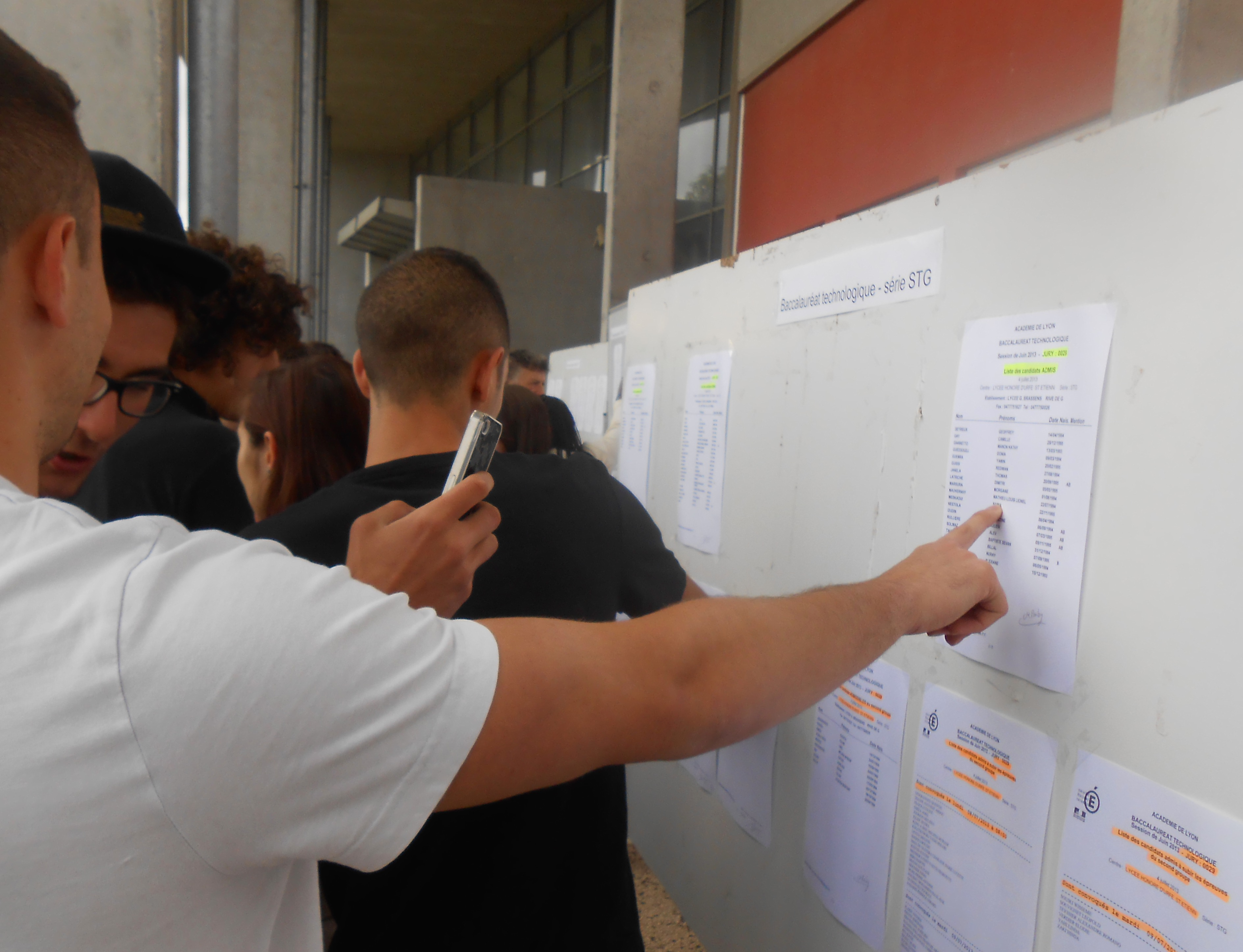
Résultats Bac 2013, lycée Claude-Lebois.

Au palmarès des lycées 2015, Claude-Lebois est bien classé : 4e sur 31 au niveau départemental, et 495e au niveau national. Le classement repose sur la combinaison de trois critères :
- le taux de réussite au bac ;
- l'indice de stabilité, c'est-à-dire la proportion d'élèves de première qui obtient le baccalauréat en ayant fait les deux dernières années de leur scolarité dans l'établissement ;
- la valeur ajoutée (capacité à faire progresser les élèves), calculée à partir de l'origine sociale des élèves, de leur âge et de leurs résultats au diplôme national du brevet[13].

Les résultats du baccalauréat de la session 2015 affichent d'excellents taux de réussite : 93,2 % au bac général et 98,4 % pour le bac professionnel.

## Personnalités liées au lycée

### Anciens professeurs
- Robert Périchon (1928-1999)[15], professeur d'histoire (en 1976, entre autres) ; devenu ensuite archéologue, chercheur au CNRS, URA 33, Protohistoire celtique, chargé de cours à l'Université Lyon 3, Centre d'études romaines et gallo-romaines ; responsable du Musée de La Diana, à Montbrison (en 1982).

### Anciens élèves

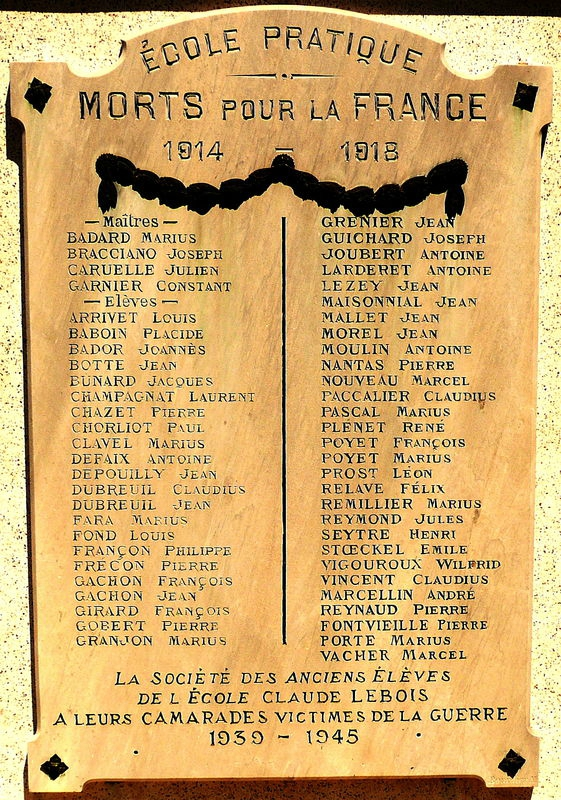
Plaque commémorative des élèves de l'École pratique d'industrie morts pour la France (1914-1918), Saint-Chamond.

- Louis Fond (1892-1915), sous-lieutenant, mort pour la France pendant la Première Guerre mondiale.
- Claude Paccalier (1894-1915), aspirant (officier de niveau lieutenant), mort pour la France pendant la Première Guerre mondiale.
- Jean Grenier (1895-1918), sous-lieutenant, mort pour la France pendant la Première Guerre mondiale.
- Pierre Chazet (1897-1915), aspirant, mort pour la France pendant la Première Guerre mondiale.
- Alain Peyret (né en 1950), artiste plasticien : Arts-Up et Artistes contemporains.
- Philippe Barth (né en 1976), fondateur de « Cœur solidaire ».
- Hervé Reynaud (né en 1972), maire de Saint-Chamond depuis 2014.
- Sophie Lyonnet (née en 1980), professeur d'espagnol, écrivain.
- Amandine Brun (née en 1983), psychologue, Institut des sciences cognitives-CNRS.

### Maîtres et élèves morts pour la France
À l'initiative de l'Association des anciens élèves de l'école Claude-Lebois, une plaque commémorative rendant hommage aux maîtres et élèves morts pour la France au cours de la guerre de 1914-1918 a été apposée au début des années 1920 dans l'ancien bâtiment abritant le lycée. Elle fut transférée dans les nouveaux locaux au cours de l’année 1967.

## Galeries de photographies

### Histoire du lycée

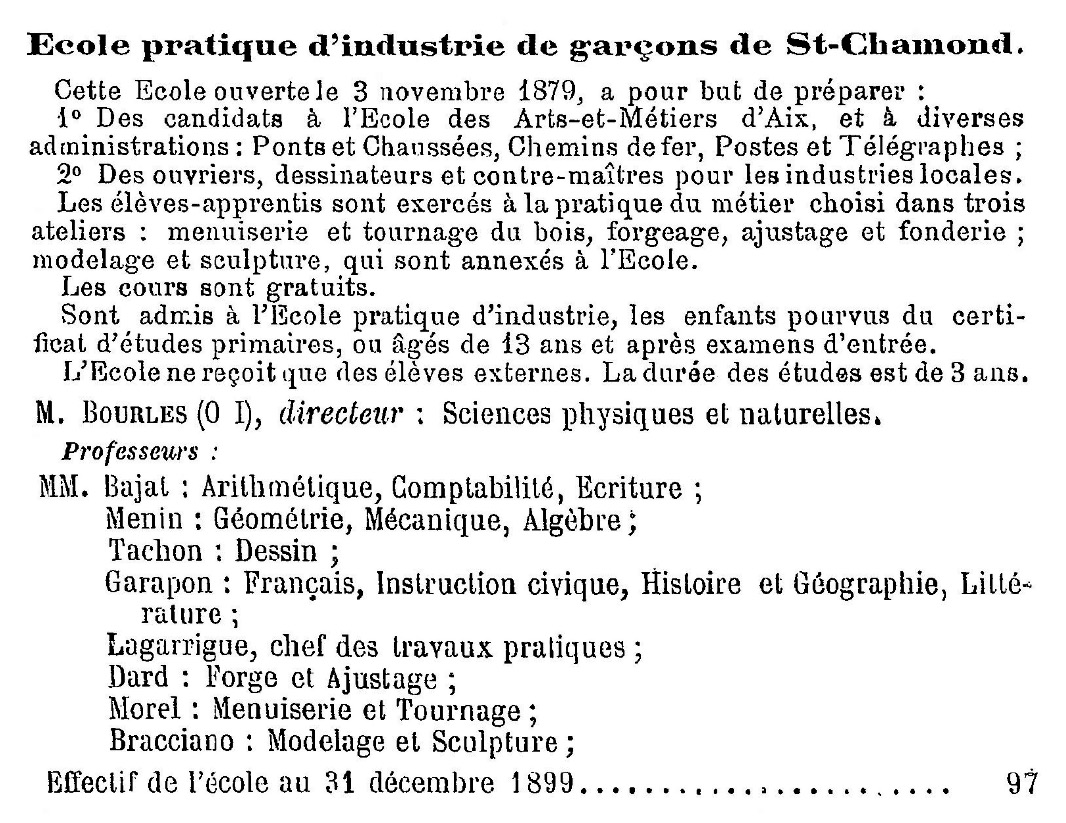
École pratique d'industrie de Saint-Chamond, Annuaire Loire 1900.
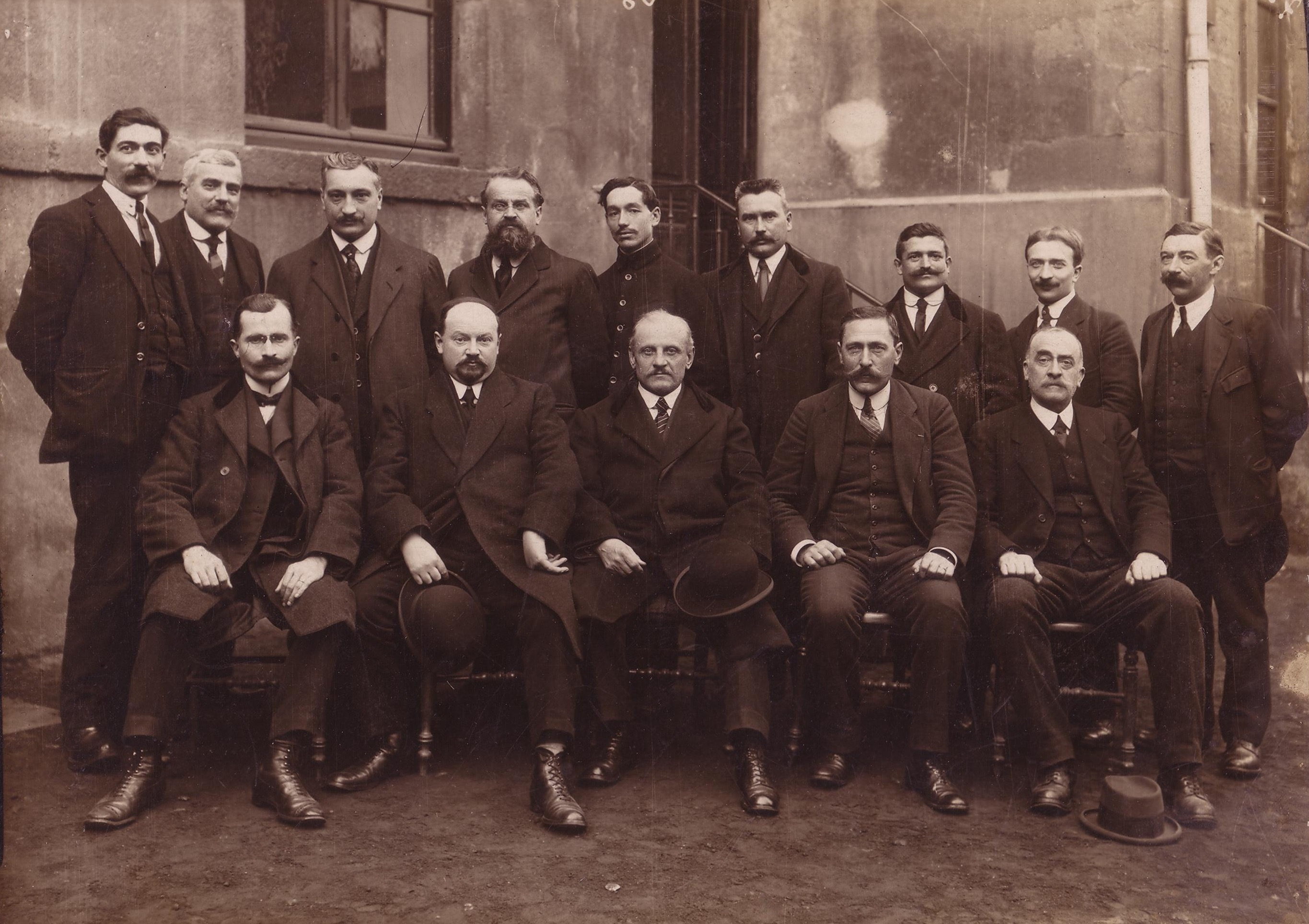
Professeurs de l'École pratique d'industrie de Saint-Chamond, années 1920.
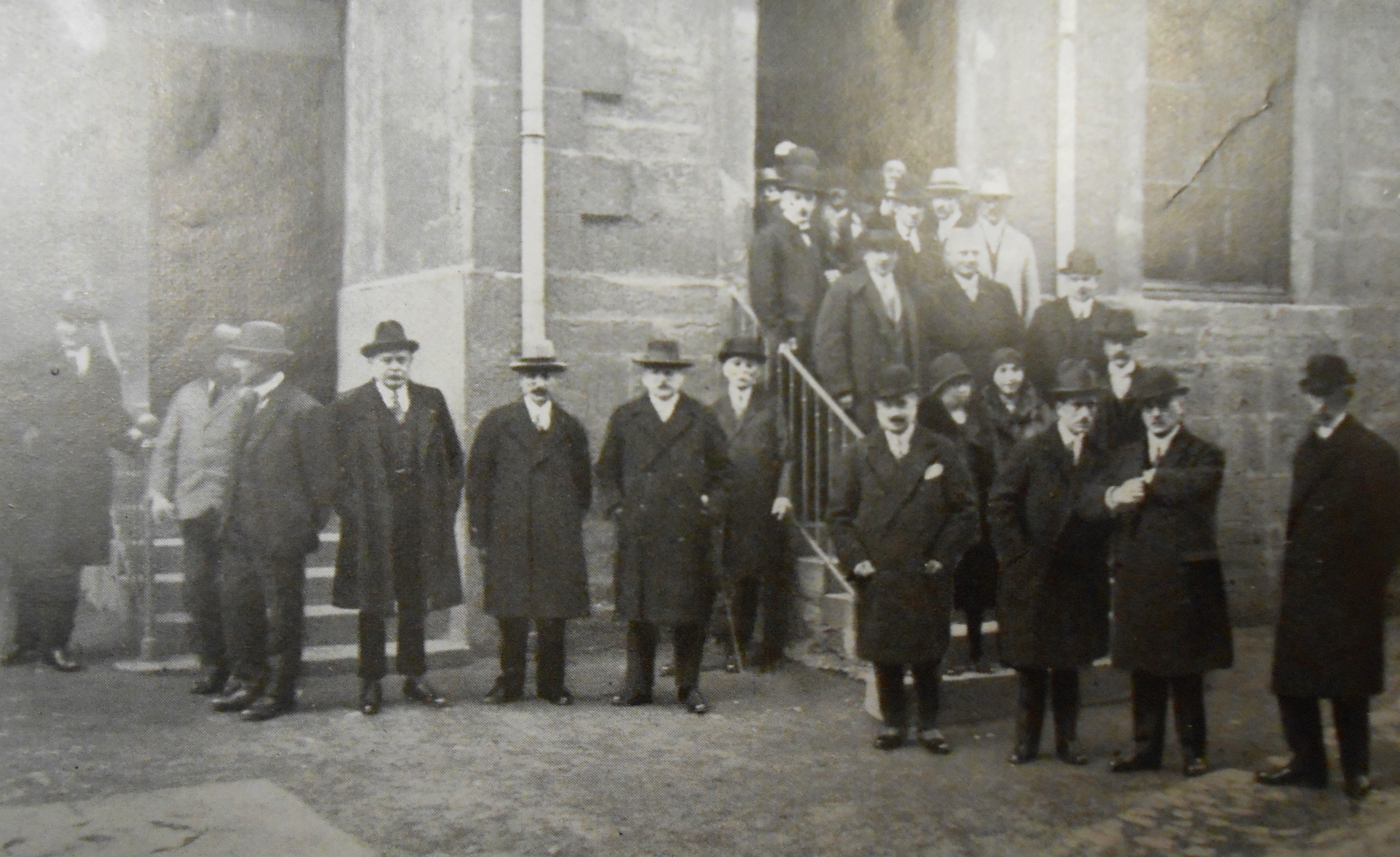
Visite de l'École pratique de Saint-Chamond par le maire Antoine Pinay, début 1929 ou 1930.
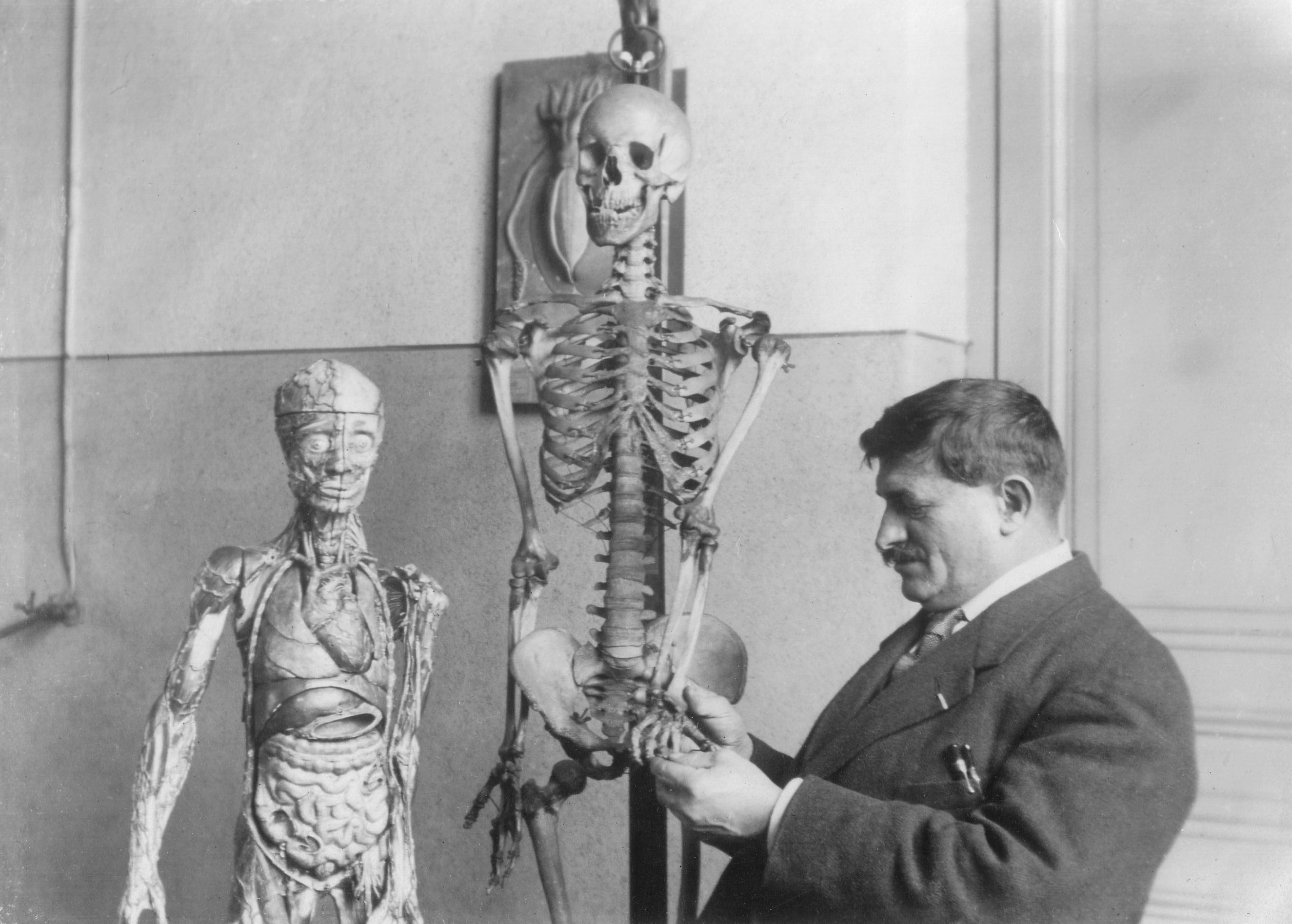
Professeur de sciences naturelles à l'École pratique d'industrie de Saint-Chamond, années 1930.
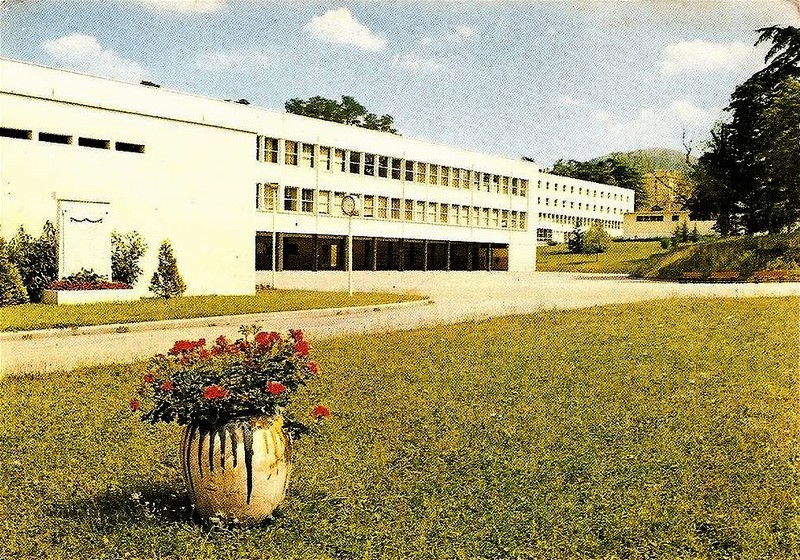
Le lycée Claude-Lebois (Saint-Chamond) dans les années 1970.

### Vues récentes du lycée

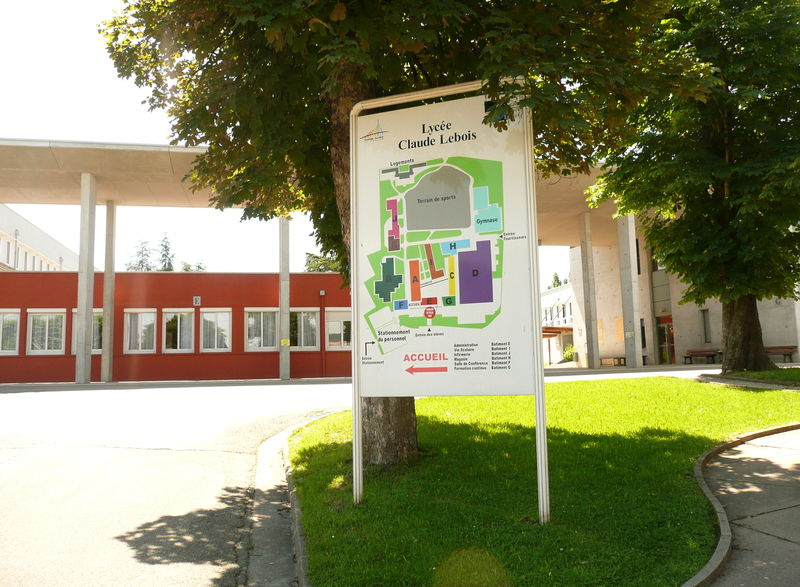
Entrée du lycée Claude-Lebois.
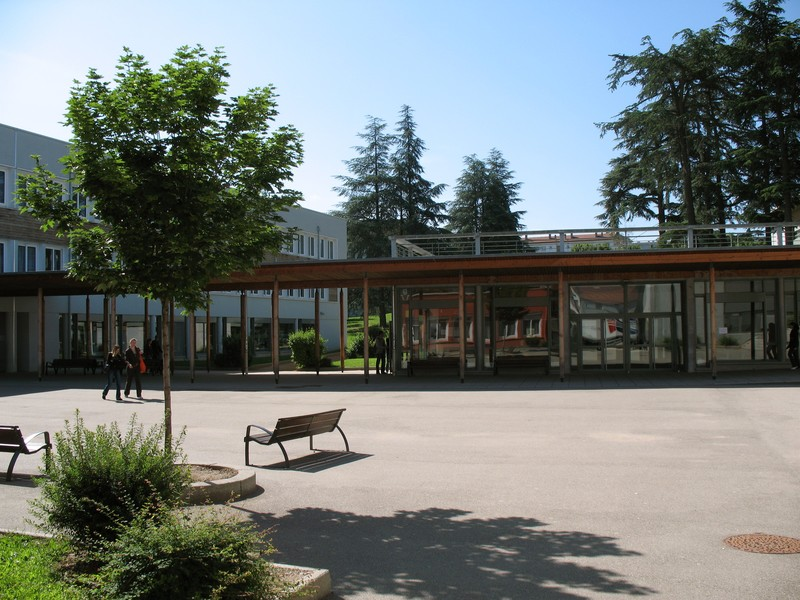
Cour du lycée Claude-Lebois
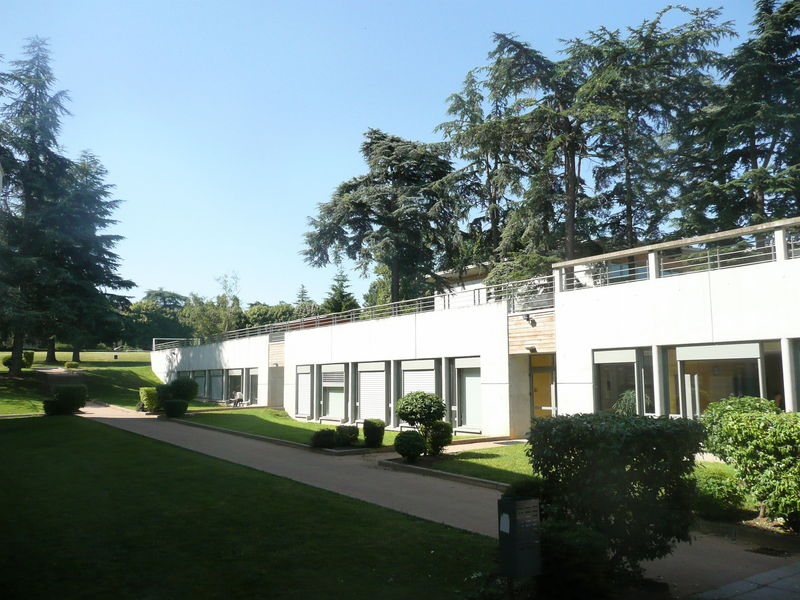
Bâtiment de la « Vie scolaire ».
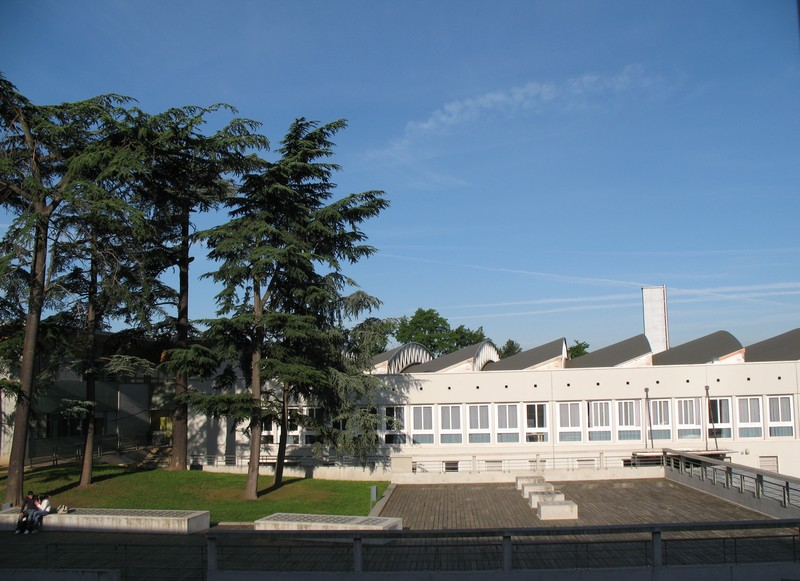
Bâtiments du secteur professionnel.
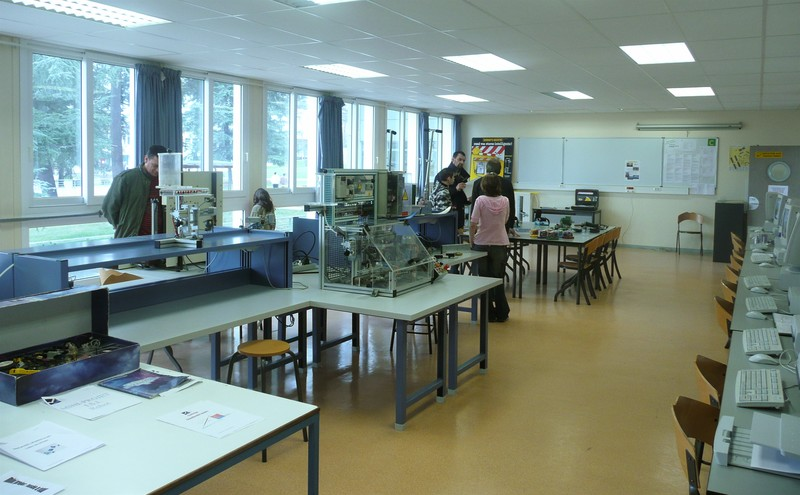
Salle Isi (initiation aux sciences de l'ingénieur).
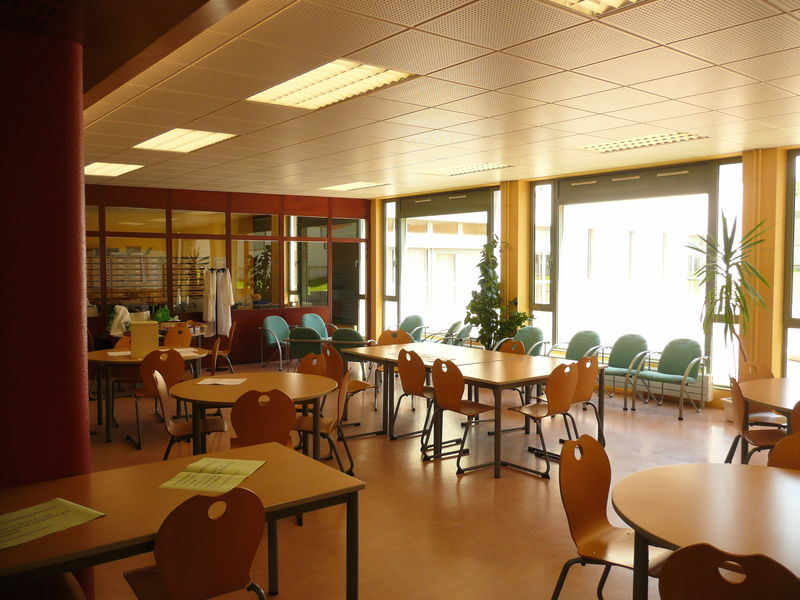
Salle des professeurs du lycée Claude-Lebois.
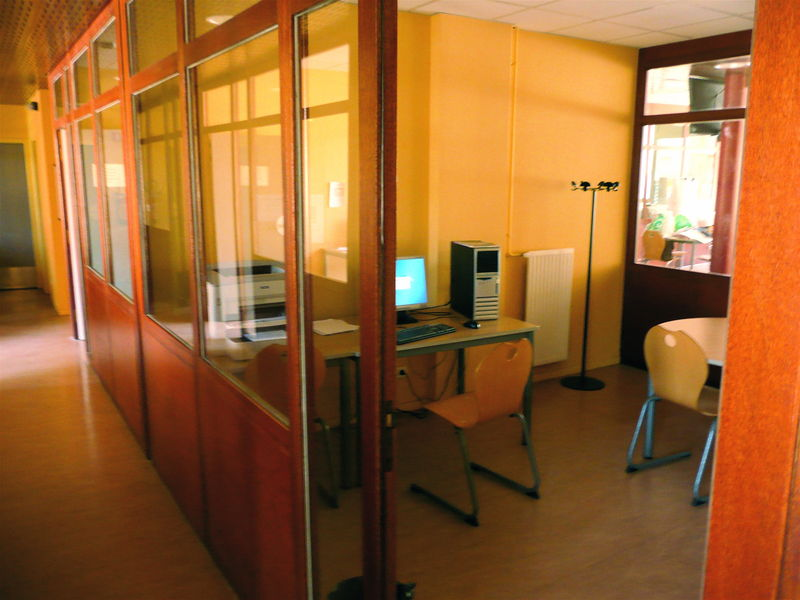
Box de travail en salle des professeurs.
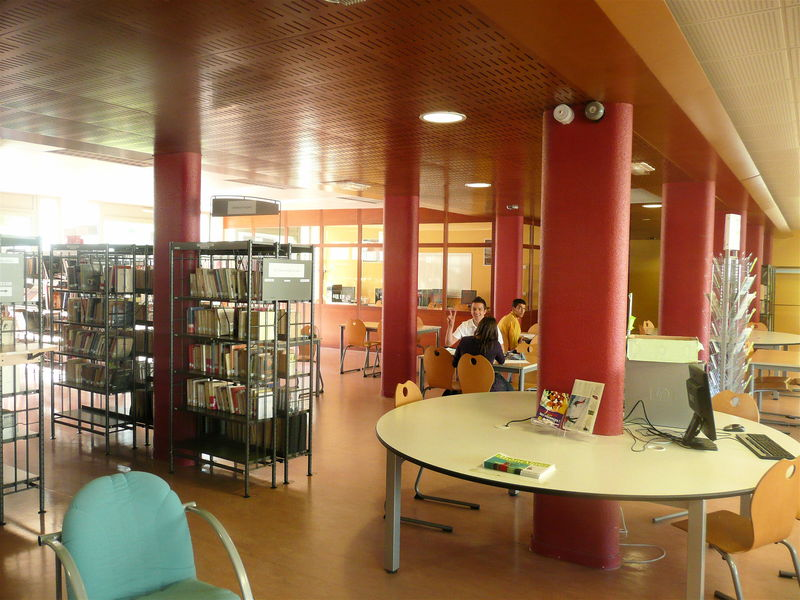
Le C.D.I. du lycée Claude-Lebois.
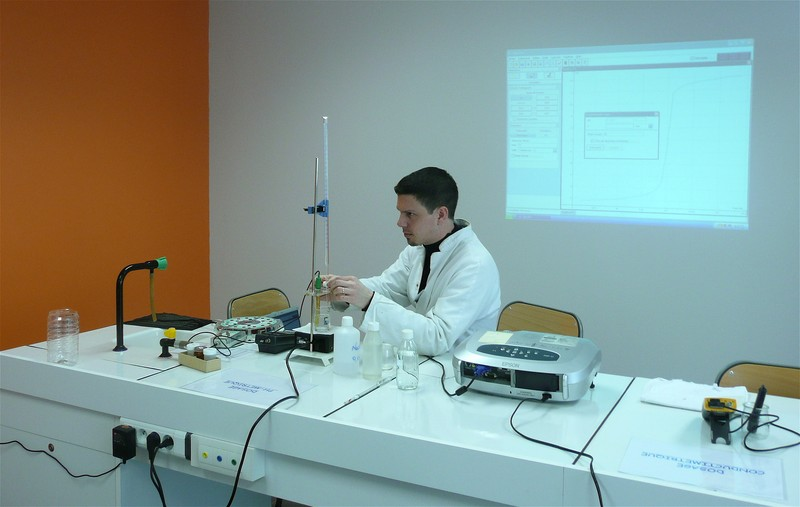
Professeur en salle de chimie.
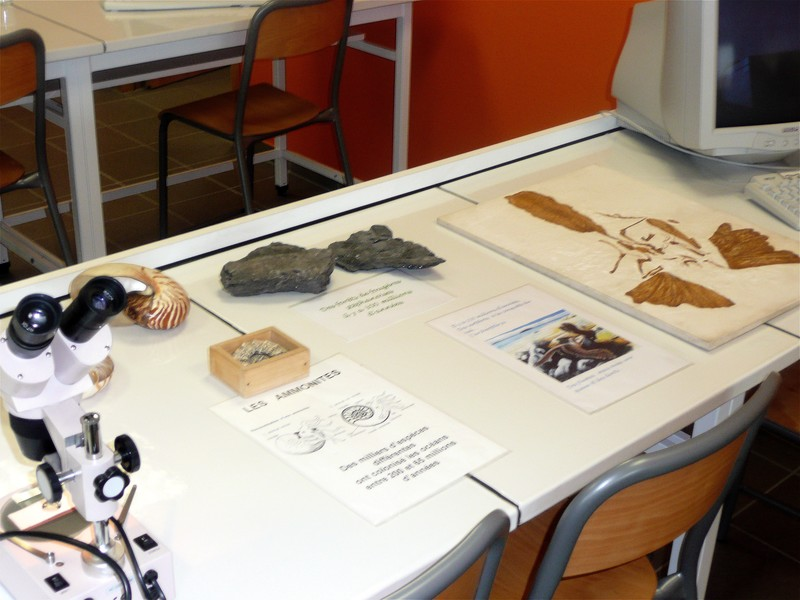
Salle de S.V.T.
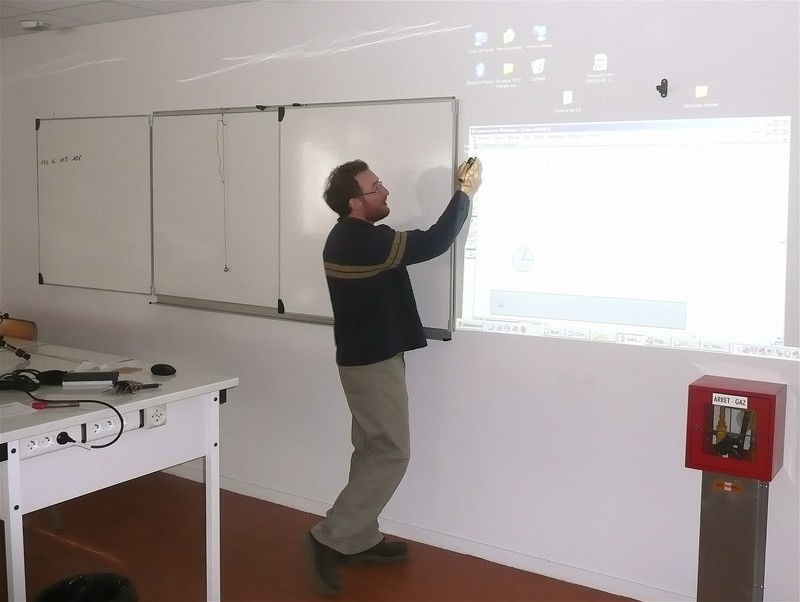
Stylo à infra-rouge.
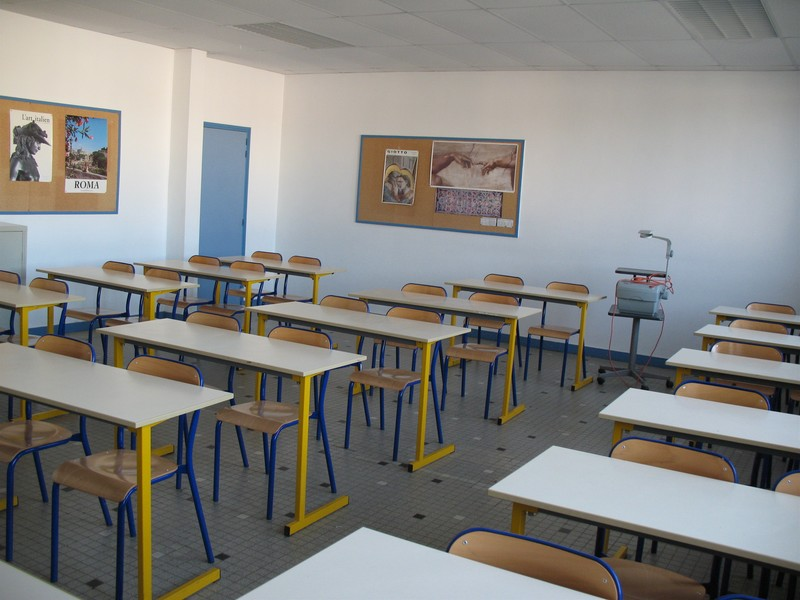
Salle d'italien.
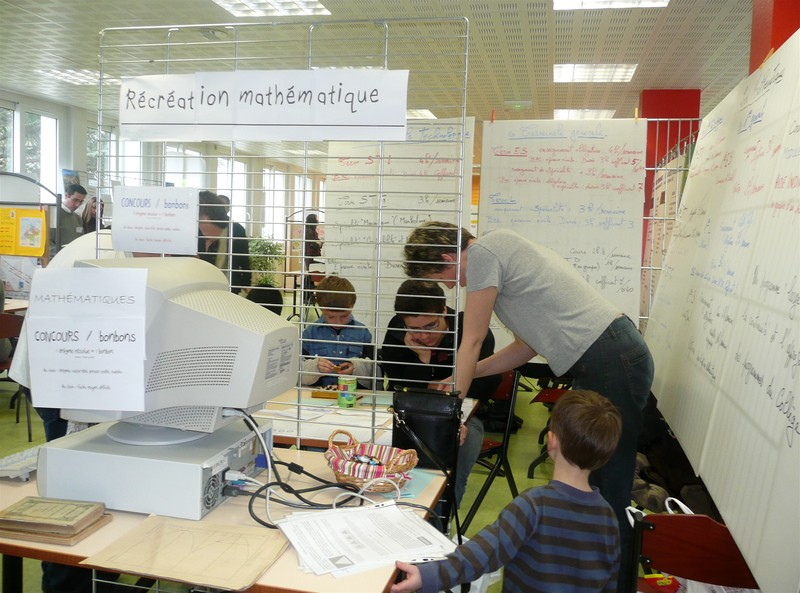
Journée portes-ouvertes au lycée Claude-Lebois.
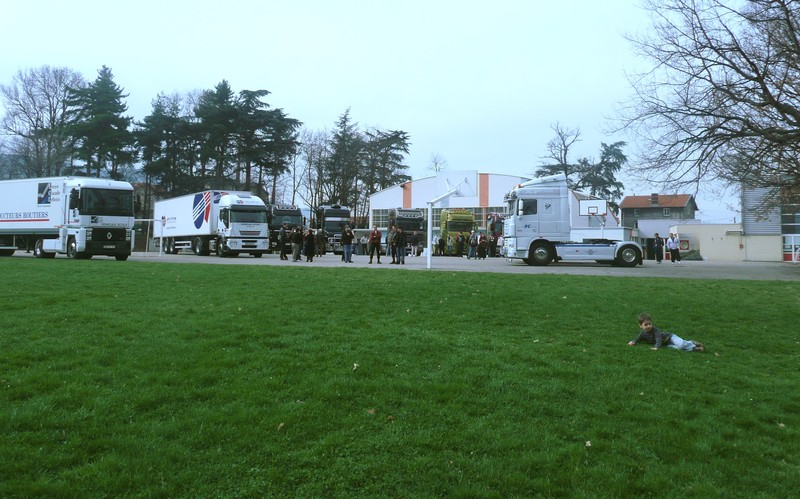
Le parc des camions (transport et logistique).
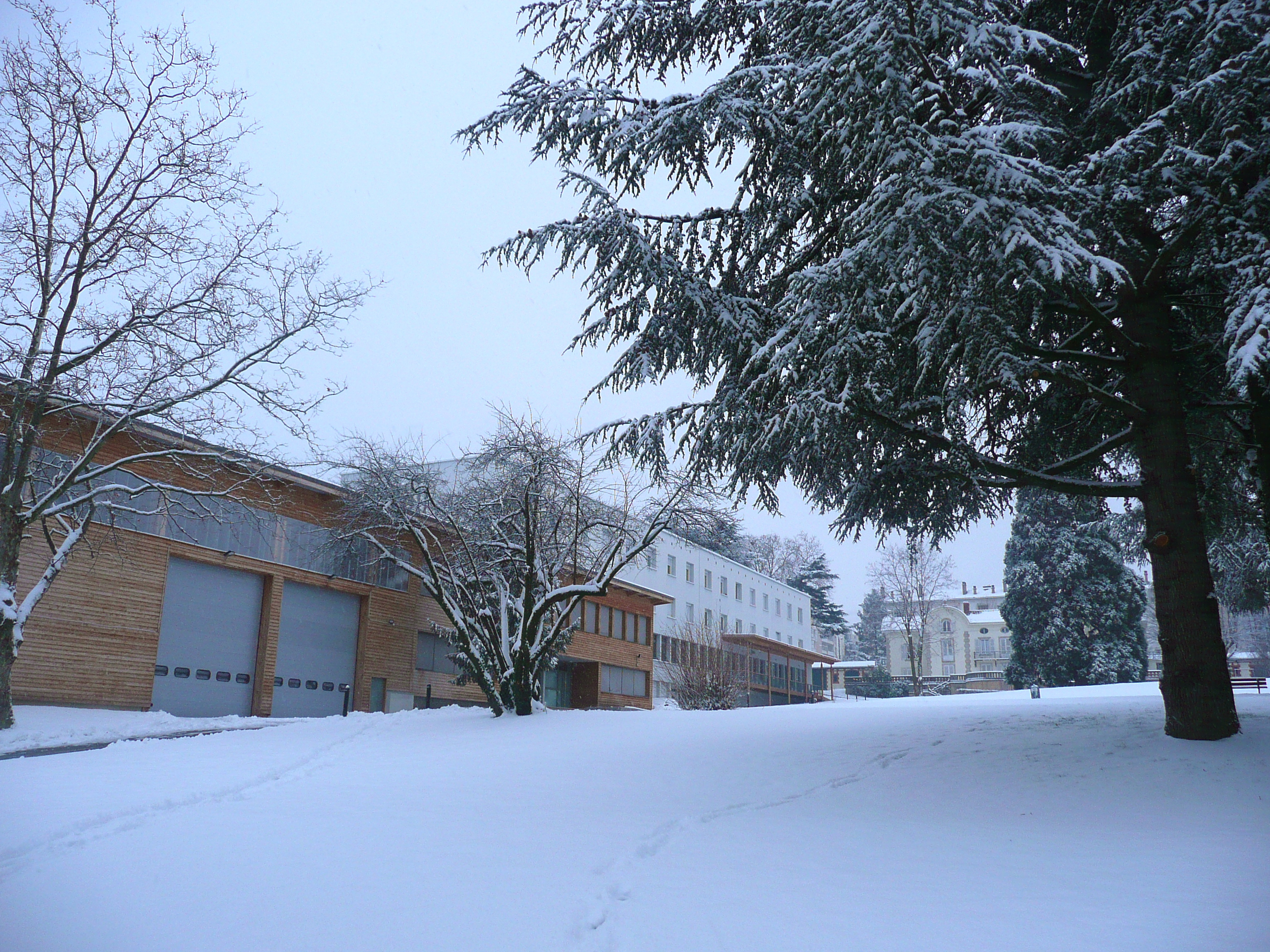
Neige au lycée Claude-Lebois (Saint-Chamond).
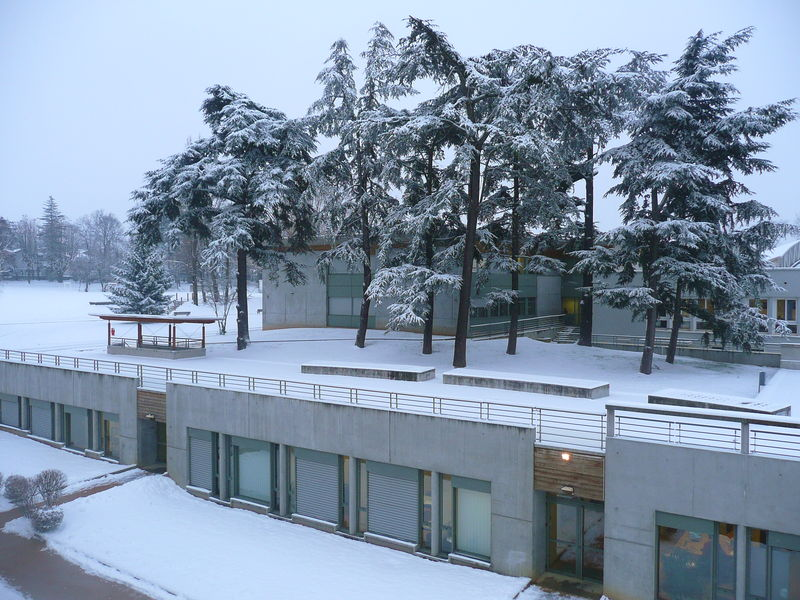
Le lycée Claude-Lebois (Saint-Chamond) sous la neige.
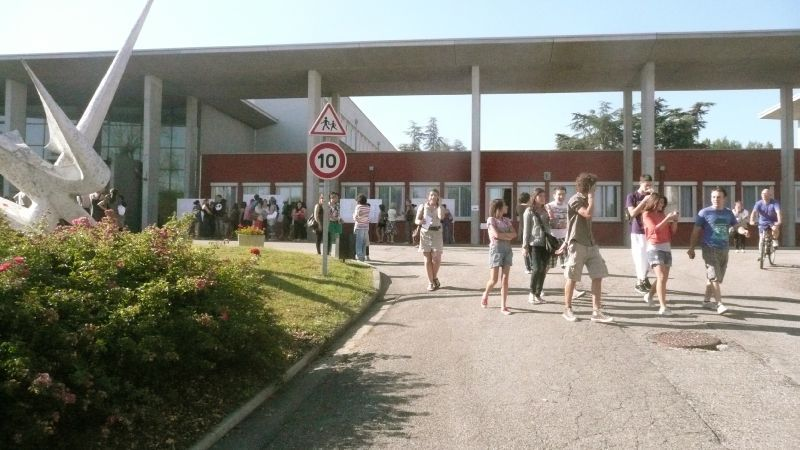
La joie des reçus au Bac 2011, lycée Claude-Lebois (Saint-Chamond).

## Liens connexes
- Claude Lebois